# Comuna Hoțun, Liubeșiv
Hoțun (în ucraineană Хоцунь) este o comună în raionul Liubeșiv, regiunea Volînia, Ucraina, formată din satele Hoțun (reședința) și Svalovîci.

## Demografie
Componența lingvistică a satului Hoțun
     Ucraineană (98,67%)
     Rusă (1,11%)
     Alte limbi (0,22%)
Conform recensământului din 2001, majoritatea populației satului Hoțun era vorbitoare de ucraineană (98,67%), existând în minoritate și vorbitori de rusă (1,11%).